# Gamasomorpha microps
Gamasomorpha microps är en spindelart som beskrevs av Simon 1907. Gamasomorpha microps ingår i släktet Gamasomorpha och familjen dansspindlar.
Artens utbredningsområde är Sri Lanka. Inga underarter finns listade i Catalogue of Life.